# Choceń
Choceń – wieś w Polsce położona w województwie kujawsko-pomorskim, w powiecie włocławskim, w gminie Choceń.
W latach 1954–1972 wieś należała i była siedzibą władz gromady Choceń. W latach 1975–1998 miejscowość administracyjnie należała do województwa włocławskiego. Z końcem 2019 roku liczyła 1 874 mieszkańców. Jest największą miejscowością gminy Choceń.
Miejscowość jest siedzibą gminy Choceń. We wsi nad jeziorem Borzymowskim funkcjonuje kąpielisko.

## Nazwa
Miejscowość pod zlatynizowaną nazwą Hodzna wymieniona jest w łacińskim dokumencie wydanym w Gnieźnie w 1283 roku sygnowanym przez króla polskiego Przemysła II.

## Historia
Wzmiankowana po raz pierwszy w 1145 jako własność klasztoru w Lądzie. Właścicielem wsi w 1444 był Marcin herbu Mościc vel Ostoja.
Kolejni właściciele:
- Lubrańscy (XV w.)
- Mikołaj Sokołowski herbu Pomian (XVI w.)
- podkanclerzy koronny Arnolf Kryski (XVII w.)
- Kretkowscy herbu Dołęga
- Brzescy herbu Starża (XVIII w.)
- Blizińscy (Józef Franciszek Bliziński)
- Fryderyk Lange (od końca XIX w.)[6]

## Zabytki
- dwór z końca XIX wieku
- park krajobrazowy z końca XIX wieku
- zespół cukrowni z 1914 roku
- grodzisko średniowieczne z XIII–XIV wieku